# Uniwersytet Techniczny w Dreźnie
Technische Universität Dresden (TU Dresden, TUD, pol. Drezdeński Uniwersytet Techniczny) – niemiecki publiczny uniwersytet techniczny w Dreźnie założony w 1828 roku jako Königlich-Technische Bildungsanstalt Sachsen, funkcjonujący pod aktualną nazwą od 1961 roku.
Z około 35 000 studentów oraz 8300 pracowników jest on największym uniwersytetem w Saksonii, a pod względem liczby studentów dwunastym uniwersytetem w Niemczech. Razem z ośmioma innymi niemieckimi uczelniami technicznymi utworzył w roku 2006 stowarzyszenie TU9 w którym jest jedyną uczelnią z tzw. nowych krajów związkowych (z obszaru byłej NRD). Przy około 125 kierunkach studiów w tym, oprócz technicznych, również humanistycznych, społecznych, przyrodniczych i medycznych, uczelnia posiada jedną z najszerszych ofert przedmiotowych w Niemczech i jest przez to uniwersytetem uniwersalnym (niem. Volluniversität). Jest również jednym z jedenastu elitarnych uniwersytetów (niem. Exzellenzuniversität) wspieranych w ramach specjalnego rządowego programu finansowania przodujących uczelni (niem.  Exzellenzinitiative).

## Historia
Historia Uniwersytetu Technicznego w Dreźnie sięga początków XIX wieku:

### Technische Bildungsanstalt
W roku 1828 utworzony został Instytut Techniczny (niem. Technische Bildungsanstalt in Dresden) pod zarządem Królewsko Saksońskiej Delegacji Handlowej. Jego przełożonym został Wilhelm Gotthelf Lohrmann (1796–1840). Pierwszą siedzibą uczelni był pawilon ogrodowy na Tarasach Brühla.
Jako wykładowców udało się pozyskać m.in. Johanna Andreasa Schuberta, który pracę wykładowcy rozpoczął w wieku 20 lat, a 4 lata później otrzymał nominację profesorską – konstruktora pierwszej w Niemczech lokomotywy parowej Saxonia, parostatków oraz mostów m.in. Göltzschtalbrücke.
W wyniku reform w roku 1851 zmieniono nazwę uczelni na Królewską Szkołę Politechniczną (niem. Königlich Polytechnische Schule), jak również utworzono w jej ramach trzy wydziały, które po wdrożeniu (1865) nowej struktury organizacyjnej określano jako: Techniczną Szkołę Mechaniczną, Szkołę Inżynierską, Techniczną Szkołę Chemiczną, oraz dodatkowo wydział kształcący nauczycieli matematyki, techniki oraz nauk przyrodniczych.
Starsze są Wydział Medyczny, którego początki sięgają powołanego w 1748 roku przez Augusta III Sasa Collegium Medico-Chirurgicum, którego tradycję kontynuowała utworzona w roku 1815 Królewsko Saksońska Akademia Medyczno Chirurgiczna (niem. Königlich Sächsische Chirurgisch-Medicinische Akademie), oraz Katedra Leśna Wydziału Środowiska (niem. Fachrichtung Forstwissenschaften) z siedzibą w Tharandt, będąca bezpośrednią kontynuatorką powstałej w 1811 roku Akademii Leśnej (niem. Königlich-Sächsische Forstakademie) – jednej z najstarszych tego typu uczelni na świecie.

### Polytechnikum
W roku 1871 Instytut został przemianowany na Politechnikę Królewsko-Saksońską (niem. Königlich Sächsisches Polytechnikum). Jej dyrektorem w roku 1873 zostaje Gustav Zeuner. Do kierunków technicznych i przyrodniczych dochodzą również nauki humanistyczne, takie jak ekonomia, filozofia, historia, historia literatury, historia sztuki czy języki obce.
W ten sposób uczelnia została wyniesiona do poziomu uniwersytetu technicznego (według dzisiejszych standardów), jeszcze przed Akademią Górniczą we Freibergu. W roku 1883 wzorem Wyższej Szkoły Technicznej w Wiedniu (niem. Technische Hochschule in Wien) wprowadzono egzamin dyplomowy obejmujący wykonanie pracy dyplomowej.

### Technische Hochschule
W roku 1890 Politechnika awansuje do rangi Wyższej Szkoły Technicznej (niem. Königlich Sächsische Technische Hochschule). W roku 1900 uczelnia otrzymuje prawo przyznawania stopnia doktora, a jej pierwszym doktorem honoris causa zostaje Carl Friedrich von Siemens.
W związku z rosnącym w ciągu XIX wieku zapotrzebowaniem uczelni na sale wykładowe na przełomie wieków na terenie przedmieścia południowego rozpoczęto budowę dzisiejszego kampusu na zboczu Räcknitz. Jedną z najważniejszych budowli kampusu jest budynek obserwatorium astronomicznego (obecnie Beyer-Bau) zlokalizowany przy Zellescherweg. Arthur Schloßmann powołany w roku 1902 na stanowisko profesora „chemii fizjologicznej i fizjologii ogólnej” założył w dzielnicy Drezna Johannstadt, razem z przedsiębiorcą Karlem Augustem Lingnerem Instytut, z którego później powstała dzisiejsza Klinika Uniwersytecka w Dreźnie.
W latach dwudziestych XX wieku w młodej uczelni działali także znani uczeni przedmiotów humanistycznych, jak np. Victor Klemperer, który w roku 1920 został powołany na stanowisko profesora romanistyki.
Odbudowa uczelni po II wojnie światowej w roku 1946 rozpoczęła się otwarciem nieznanych dotąd Wydziałów Pedagogiki i Gospodarki Komunalnej pod kierownictwem uczonego z zakresu budowy maszyn Enno Heidebroeka. Przejściowo istniał także Wydział Robotniczo-Chłopski.
W roku 1950 utworzono istniejący do dzisiaj jedyny w swoim rodzaju Wydział Transportu. Dziekan-założyciel tego Wydziału Hans Reingruber był później przejściowo (jako bezpartyjny) ministrem transportu NRD. Od roku 1953 aż do śmierci w roku 1994 nauczał on i prowadził badania na wyłączonej w roku 1952 i samodzielnej Wyższej Szkole Transportu.
Heinrich Barkhausen odbudował po wojnie swój Instytut Techniki Prądów Słabych. Barkhausen powołany na uczelnię już w roku 1911 należał do najbardziej znanych elektrotechników Wyższej Szkoły Technicznej. Drezno zawdzięcza Barkhausenowi swoją pozycję międzynarodową w elektronice jako temu, który na Wyższej Szkole Technicznej prowadził do końca prace badawcze z zakresu techniki tranzystorów.

### Technische Universität
W roku 1961 na podstawie uchwały rządu NRD nastąpiła zmiana nazwy na „Technische Universität Dresden”. W tym czasie działało 8 wydziałów z ponad 10 000 studentami. W tym czasie upadł też zamiar uruchomienia w NRD produkcji samolotów na bazie opracowanego w Dreźnie prototypu samolotu typu 152. Kierownik tego projektu inżynier Brunolf Baade mógł kontynuować swe badania podstawowe jako dyrektor Instytutu Konstrukcji Lekkich.
Pierwszym rektorem uniwersytetu wybranym w wolnych wyborach został profesor dr hab. dr inż. Günther Landgraf. Miał on znaczące zasługi na polu rozwoju Uniwersytetu Technicznego w Dreźnie. Poprzez utworzenie nowych instytutów i wydziałów (prawo, gospodarka, filozofia, architektura) oraz integrację z innymi szkołami wyższymi Drezna (medycyna, transport) TUD stał się po raz pierwszy pełnym uniwersytetem z 14 wydziałami. W okresie do roku 1994 nastąpiła modernizacja struktury zarządzania uniwersytetem, przy której wprowadzaniu istotne zasługi poniósł ówczesny kanclerz uniwersytetu Alfred Post.
Obecnie większość wydziałów jest podzielona na instytuty. Inne struktury występują na Wydziałach Gospodarki, Prawa oraz Leśnictwa, Geologii i Hydrologii. Poza tym uniwersytet obejmuje 5 Instytutów Stowarzyszonych i 13 Ośrodków Pomocniczych. Od połowy lat dziewięćdziesiątych XX wieku na nowo urządzono szereg budynków instytutów i sal wykładowych, inne zostały gruntownie wyremontowane. Rozpoczęto także rozbudowę kampusu w kierunku południowym i wschodnim, dzięki czemu do najnowocześniejszych pomieszczeń mogły wprowadzić się Wydział Informatyki oraz Wydział Przyrodniczy (chemia, biologia).
W roku 2003 uniwersytet obchodził jubileusz 175-lecia, podczas którego poświęcono nowy Budynek Główny Biblioteki Krajowej i Uniwersyteckiej na terenie Kampusu Głównego. Jednocześnie miało miejsce utworzenie Dresden International University.

## Profil i znaczenie uczelni

### Exzellenzinitiative
W ramach specjalnego rządowego programu finansowania przodujących uczelni niemieckich (niem.  Exzellenzinitiative) wspierane są: w linii 1 (studia dyplomowe): „Dresden International Graduate School for Biomedicine and Bioengineering” (DIGS-BB), w linii 2 (klastry doskonałości): klaster „Center for Regenerative Therapies Dresden” (CRTD) oraz od 15 lipca 2012 klaster „Center for Advancing Electronics Dresden” (cfAED).
Dodatkowo, program „Die Synergetische Universität” – współpracy uniwersytetu z innymi jednostkami naukowo-badawczymi w Dreźnie, uzyskał wsparcie w trzeciej najwyżej dotowanej linii programu – Zukunftskonzept (pol. koncepcja przyszłości), dzięki czemu uniwersytet zalicza się od 2012 roku do jedenastu tzw. „Exzellenz-Universitäten”.

### Rankingi
W rankingu Szanghajskim (Shanghai-Ranking) uniwersytet zajmuje miejsce w grupie 201-300 najlepszych uczelni na świecie (151-200 w kategorii Engineering).
W rankingu Times Higher Education World University Rankings TU Dresden zajmuje obecnie pozycję 164 (97 w kategorii Engineering & technology).

### Współpraca międzynarodowa i międzyuczelniana
TU Dresden współpracuje z licznymi uczelniami na całym świecie. Umowy o współpracy w zakresie dydaktyki i badań naukowych zostały zawarte m.in. z tak renomowanymi ośrodkami jak Boston University, Ohio State University i University of Texas at Austin, które regularnie zajmują miejsce w pierwszej setce rankingu The Times Higher Education World University Rankings. Wśród strategicznych partnerów zagranicznych uczelni, w ramach strategii internacjonalizacji finansowanej ze środków Exzellenzinitiative znajdują się również trzy uczelnie polskie – Uniwersytet Wrocławski, Uniwersytet Medyczny we Wrocławiu oraz Uniwersytet im. Adama Mickiewicza w Poznaniu.
Uczelnia współpracuje również w zakresie programów wymiany studentów i pracowników naukowych, takich jak Fundacja Fulbrighta i Erasmus z uczelniami z całego świata, w tym również wieloma uczelniami polskimi.

## Program dydaktyczny

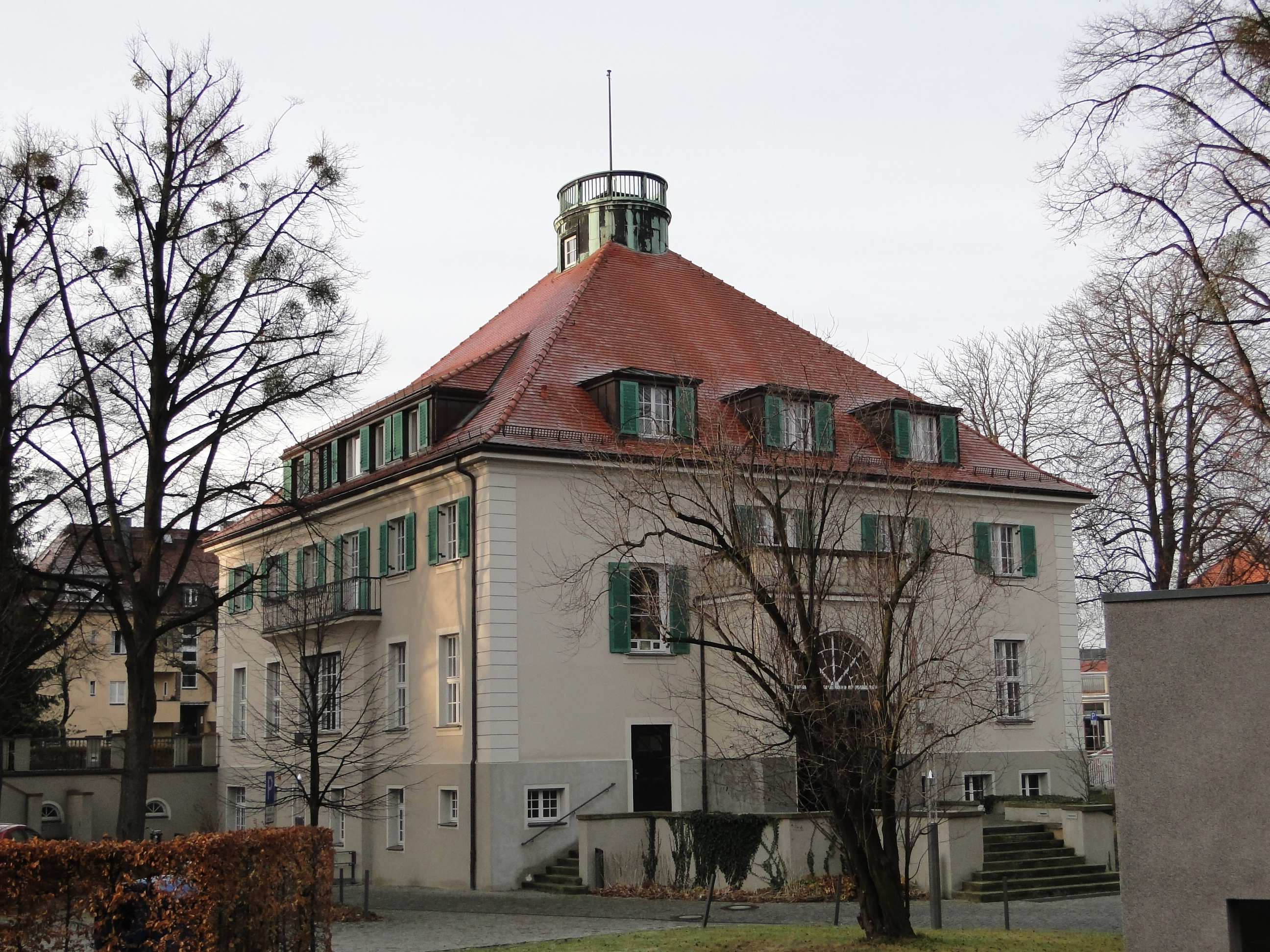
Rektorat

Z około 125 kierunkami studiów Uniwersytet Techniczny w Dreźnie oferuje jedną z najszerszych ofert kształcenia w Niemczech we wszystkich czterech dyscyplinach nauki (nauki techniczne, nauki przyrodnicze, nauki humanistyczne i społeczne, medycyna). Działalność dydaktyczna zorganizowana jest w pięciu obszarach, w których funkcjonują wydziały oferujące poszczególne kierunki studiów.
Procentowo najwięcej studentów ma obszar Nauk Humanistycznych i Społecznych – 30,3%, następnie Nauk Technicznych – 28,3%, Budownictwa i Środowiska – 18,9%, Matematyki i Nauk Przyrodniczych – 11,4% oraz Nauk Medycznych 8,3%.
Spośród 34 838 studentów immatrykulowanych w semestrze zimowym 2016/2017, 41,2% pochodziło z Saksonii, 45,1% z innych krajów związkowych a 13,6% z zagranicy.
Wśród 4739 immatrykulowanych studentów zagranicznych, najwięcej pochodziło z Azji (51%), a następnie z krajów Unii Europejskiej (24%), pozostałych krajów europejskich (11%) i Ameryki (9%).

### Jednolite studia magisterskie
Jako jedyna uczelnia niemiecka ze stowarzyszenia TU9 uniwersytet oferuje kierunki studiów bez wprowadzonego w ramach procesu bolońskiego podziału na studia I i II stopnia, prowadzące do bezpośredniego uzyskania stopnia naukowego Diplom, będącego odpowiednikiem polskiego tytułu magistra.

### Programy podwójnego dyplomu
Uniwersytet oferuje również, we współpracy z zagranicznymi uczelniami partnerskimi, kierunki studiów pozwalające na uzyskanie podwójnych dyplomów. Przykładami mogą być:
Budownictwo – oferowane we współpracy z École Spéciale des Travaux Publics, INSA Strasbourg oraz University of Trento.
Inżynieria mechaniczna – we współpracy z École Nationale Supérieure d’Arts et Métiers i VŠB -Technical University Ostrava.
Ekonomia – z Université de Strasbourg, École de Management.

## Badania naukowe
Uniwersytet jest jednym z najważniejszych ośrodków badań naukowych w Niemczech i Europie. Mottem działalności naukowo-badawczej jest Wissen schafft Exzellenz (pol. Wiedza tworzy doskonałość).
TU Dresden wyróżnia się wysokim udziałem projektów naukowych finansowanych ze środków zewnętrznych. W roku 2016 pozyskano w ten sposób 243 mln EUR.
Działalność naukowo-badawcza uczelni koncentruje się na pięciu interdyscyplinarnych liniach profilowych:
- Gesundheitswissenschaften, Biomedizin und Bioengineering
- Informationstechnik und Mikroelektronik
- Intelligente Werkstoffe und Strukturen
- Energie, Mobilität und Umwelt
- Kultur und Gesellschaftlicher Wandel

Uczelnia zajmuje szczególne miejsce wśród rozlicznych instytucji naukowo-badawczych skoncentrowanych w regionie Drezna, jako inicjator partnerstwa DRESDEN-concept.

## Struktura organizacyjna

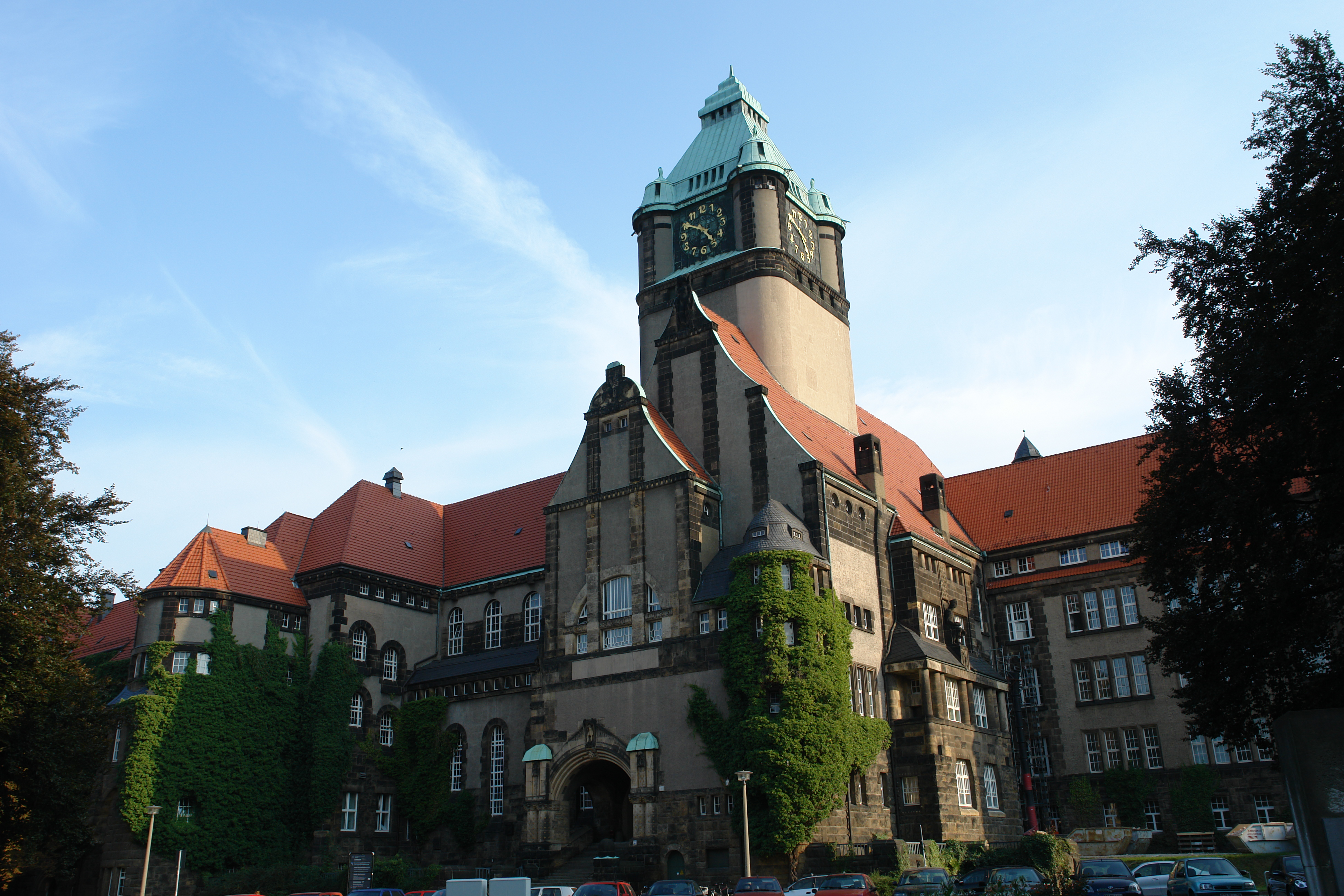
Wydział Ekonomii (Georg-Schumann-Bau)

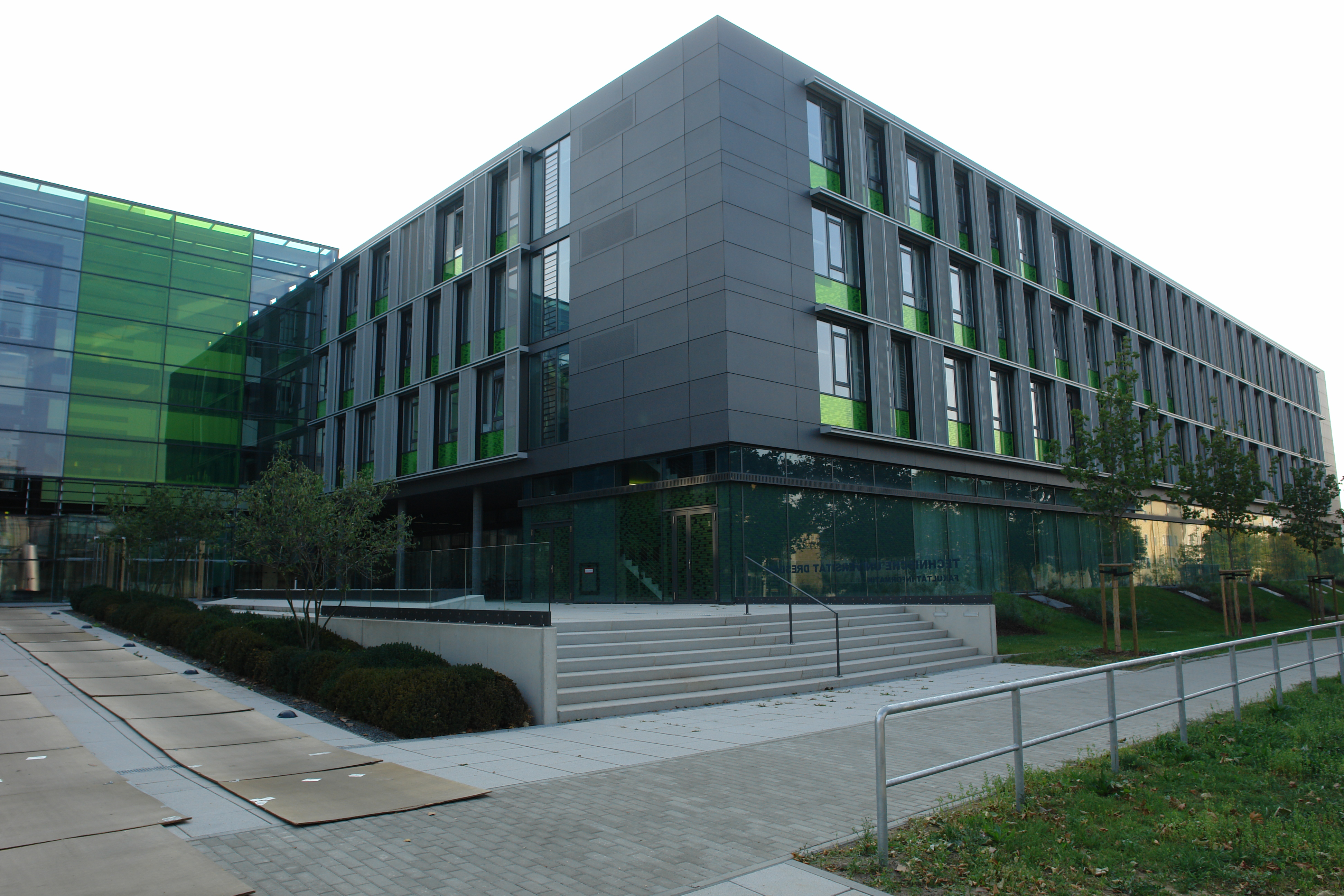
Wydział Informatyki

Uniwersytet dzieli się na 17 wydziałów zgrupowanych w pięciu obszarach:
Obszar Matematyki i Nauk Przyrodniczych
- Wydział Matematyki
- Wydział Biologii
- Wydział Chemii
- Wydział Fizyki
- Wydział Psychologii

Obszar Nauk Humanistycznych i Społecznych
- Wydział Pedagogiki
- Wydział Filozoficzny
- Wydział Filologiczny, Literatury i Kulturoznawstwa
- Wydział Ekonomii

Obszar Nauk Technicznych
- Wydział Elektroniki i Technik Informacyjnych
- Wydział Informatyki
- Wydział Mechaniczny

Obszar Budownictwa i Środowiska
- Wydział Architektury
- Wydział Budownictwa
- Wydział Środowiska
- Wydział Transportu „Friedrich List”

Obszar Nauk Medycznych
- Wydział Medyczny „Carl Gustav Carus”

## Kampusy i budynki uczelniane

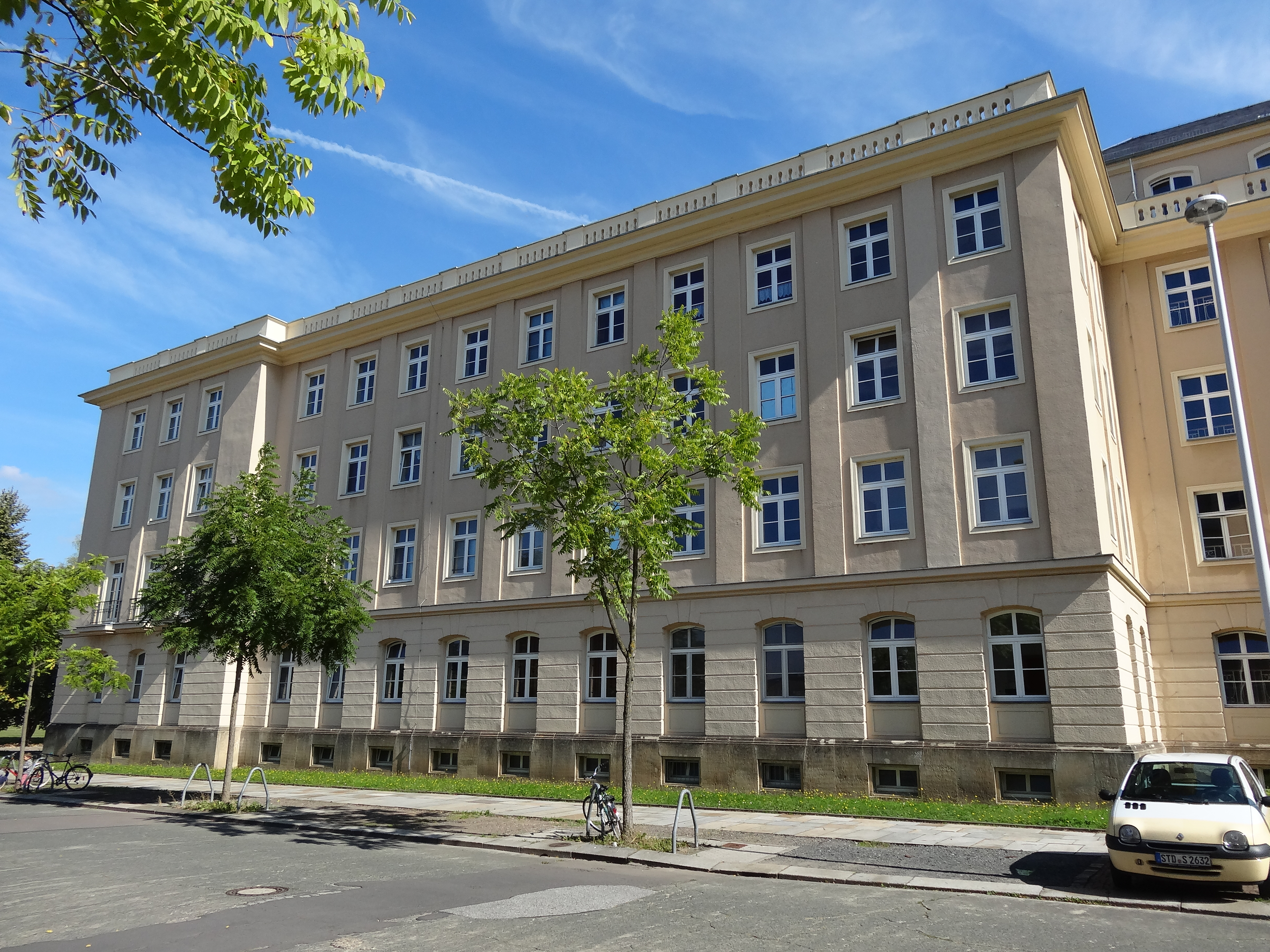
Dom studencki

Z małymi wyjątkami uniwersytet znajduje się na obszarze miasta Drezna. Kampus Główny leży na południe od centrum, głównie pomiędzy Noethnitzerstr., Fritz-Foerster-Platz i Muenchner Platz, Wydział Medyczny leży w dzielnicy Johannstadt.
Kolejny kampus TUD jest zlokalizowany w dzielnicy Strehlen pomiędzy Weberplatz i Wasaplatz, gdzie mają swe miejsce Wydziały Filozofii oraz Pedagogiki.
Od semestru zimowego 2006/2007 Wydział Informatyki wykorzystuje swój nowy budynek na Noethnizerstr., na terenie Kampusu Głównego. Stary budynek tego wydziału będzie w przyszłości wykorzystywany przez Akademię Zawodową w Dreźnie.
Uniwersytet posiada również obiekty poza granicami Drezna. Jeszcze w poszerzonym obszarze miasta Drezna leży Laboratorium Mikroskopii Elektronowej oraz nowa wieża astronomiczna na wzgórzu Triebenberg (385 m) zlokalizowane tam w celu redukcji wpływu zakłóceń elektromagnetycznych i zapylenia. Wydział Leśnictwa, Geologii i Hydrologii znajduje się na południe od Drezna w mieście Tharandt. Poza Dreznem jest także Instytut Gospodarki Odpadami mieszczący się w Pirna-Copitz.